# Режис Варньє
Режи́с Варньє́ (фр. Régis Wargnier; нар. 18 квітня 1948, Мец, Мозель, Франція) — французький кінорежисер, сценарист, актор і продюсер. Лауреат та номінант низки професійних та фестивальних кінонагород, кавалер Ордена почесного легіону (2014).

## Біографія
Режис Варньє народився 18 квітня 1948 року в місті Мец, що в департаменті Мозель у Франції. Вивчав класичну літературу, але залишив це заняття заради кіно. У 1972 році Варньє почав свою кар'єру як режисер другої групи «Жінка у блакитному» Мішеля Девіля. Працював асистентом Клода Шаброля у фільмі «Дивовижне десятиліття» (1972), потім був асистентом оператора на зйомках «Пустелі Тартар», Валеріо Дзурліні (1977), асистентом режисера у Франсіса Жиро, Фолькера Шльондорфа, Маргарете фон Тротта, Елі Шуракі, Олександра Аркаді.
Як режисер Режис Варньє дебютував у 1986 році з фільмом «Жінка мого життя» з Джейн Біркін і Крістофом Малавуа в головних ролях. Фільм здобув «Сезара» за найкращий дебютний фільм.
Фільм Режиса Варньє «Індокитай» 1992 року отримав міжнародне визнання і приніс режисерові «Оскар» в номінації «Найкращий фільм іноземною мовою» і п'ять кінопремій «Сезар» з 12-ти номінацій, у тому числі один для Катрін Денев, як найкращій акторці і Домінік Блан, як найкращій акторці другого плану. У 1995 році Варньє зняв стрічку «Французька жінка» з Еммануель Беар, Данієлем Отеєм і Жаном-Клодом Бріалі.
У 1999 Режис Варньє поставив фільм «Схід — Захід» про часи сталінізму кінця 1940-х, з Сандрін Боннер, Олегом Меншиковим в головних ролях. Стрічку, основна дія якого відбувається в повоєнному Києві, було створено у копродукції чотирьох країн: Франції, України, Болгарії і Росії. Вона брала участь в офіційних програмах низки найбільших міжнародних кінофестивалів, у тому числі в Локарно і Торонто.
Наступний фільм Режиса Варньє «Людина людині», поставлений ним у 2005 році за участю Джозефа Файнса та Крістін Скотт Томас, змагався за Золотого ведмедя в головній конкурсній програмі 55-го Берлінського міжнародного кінофестивалю.
4 квітня 2007 року Режиса Варньє було обрано головою Академії мистецтв.
У грудні 2013 року Варньє закінчив зйомки фільму про червоних кхмерів у Камбоджі «Час визнань» за книгою Франсуа Бізо «Портал» (2000). Фільм було представлено на Міжнародному кінофестивалі у Торонто 2014 року.

## Фільмографія
| Рік  |     | Назва українською     | Оригінальна назва              | Режисер | Сценарист |
| ---- | --- | --------------------- | ------------------------------ | ------- | --------- |
| 1986 |     | Жінка мого життя      | La femme de ma vie             | Так     | Так       |
| 1989 |     | Я був власником замку | Je suis le seigneur du château | Так     | Так       |
| 1992 |     | Індокитай             | Indochine                      | Так     | Так       |
| 1992 | к/м | Обмін                 | L'échange                      |         | Так       |
| 1995 |     | Французька жінка      | Une femme française            | Так     | Так       |
| 1995 |     | Люм'єр і компанія     | Lumière et compagnie           | Так     |           |
| 1999 |     | Схід — Захід          | Est — Ouest                    | Так     | Так       |
| 2005 |     | Людина людині         | Man to Man                     | Так     | Так       |
| 2007 |     | Насіння смерті        | Pars vite et reviens tard      | Так     | Так       |
| 2009 | т/ф | Мила Франція          | Douce France                   |         | Так       |
| 2011 |     | Фінішна пряма         | La ligne droite                | Так     | Так       |
| 2014 |     | Час визнань           | Le temps des aveux             | Так     | Так       |

## Визнання
| Нагороди та номінації Режиса Варньє       | Нагороди та номінації Режиса Варньє                | Нагороди та номінації Режиса Варньє | Нагороди та номінації Режиса Варньє |
| Рік                                       | Категорія                                          | Фільм                               | Результат                           |
| ----------------------------------------- | -------------------------------------------------- | ----------------------------------- | ----------------------------------- |
| Премія «Сезар»                            |                                                    |                                     |                                     |
| 1987                                      | Найкращий дебютний фільм                           | Жінка мого життя                    | Перемога                            |
| 1993                                      | Найкращий фільм                                    | Індокитай                           | Номінація                           |
| 1993                                      | Найкращий режисер                                  | Індокитай                           | Номінація                           |
| 2000                                      | Найкращий режисер                                  | Схід — Захід                        | Номінація                           |
| Міжнародний кінофестиваль у Чикаго        |                                                    |                                     |                                     |
| 1989                                      | Гран-прі Золотий Г'юго за найкращий художній фільм | Я був власником замку               | Номінація                           |
| Премія «Гойя»                             |                                                    |                                     |                                     |
| 1993                                      | Найкращий європейський фільм                       | Індокитай                           | Перемога                            |
| Премія BAFTA                              |                                                    |                                     |                                     |
| 1994                                      | Найкращий фільм не англійською мовою               | Індокитай                           | Номінація                           |
| Московський міжнародний кінофестиваль     |                                                    |                                     |                                     |
| 1995                                      | Срібний Святий Георгій найкращому режисерові       | Французька жінка                    | Перемога                            |
| Кінофестиваль у Маямі                     |                                                    |                                     |                                     |
| 2000                                      | Приз глядацьких симпатій                           | Схід — Захід                        | Перемога                            |
| Міжнародний кінофестиваль в Палм-Спрінгз  |                                                    |                                     |                                     |
| 2000                                      | Приз глядацьких симпатій                           | Схід — Захід                        | Перемога                            |
| Міжнародний кінофестиваль в Санта-Барбарі |                                                    |                                     |                                     |
| 2000                                      | Приз Голос глядачів                                | Схід — Захід                        | Перемога                            |
| Золота зірка кіно                         |                                                    |                                     |                                     |
| 2000                                      | Найкращий режисер                                  | Схід — Захід                        | Перемога                            |
| Берлінський міжнародний кінофестиваль     |                                                    |                                     |                                     |
| 2005                                      | Золотий ведмідь                                    | Людина людині                       | Номінація                           |

## Громадська позиція
У липні 2018 підтримав петицію Асоціації французьких кінорежисерів на захист ув'язненого у Росії українського режисера Олега Сенцова